# Pteris quadriaurita
Pteris quadriaurita là một loài thực vật có mạch trong họ Pteridaceae. Loài này được Retz. miêu tả khoa học đầu tiên năm 1791.

## Hình ảnh

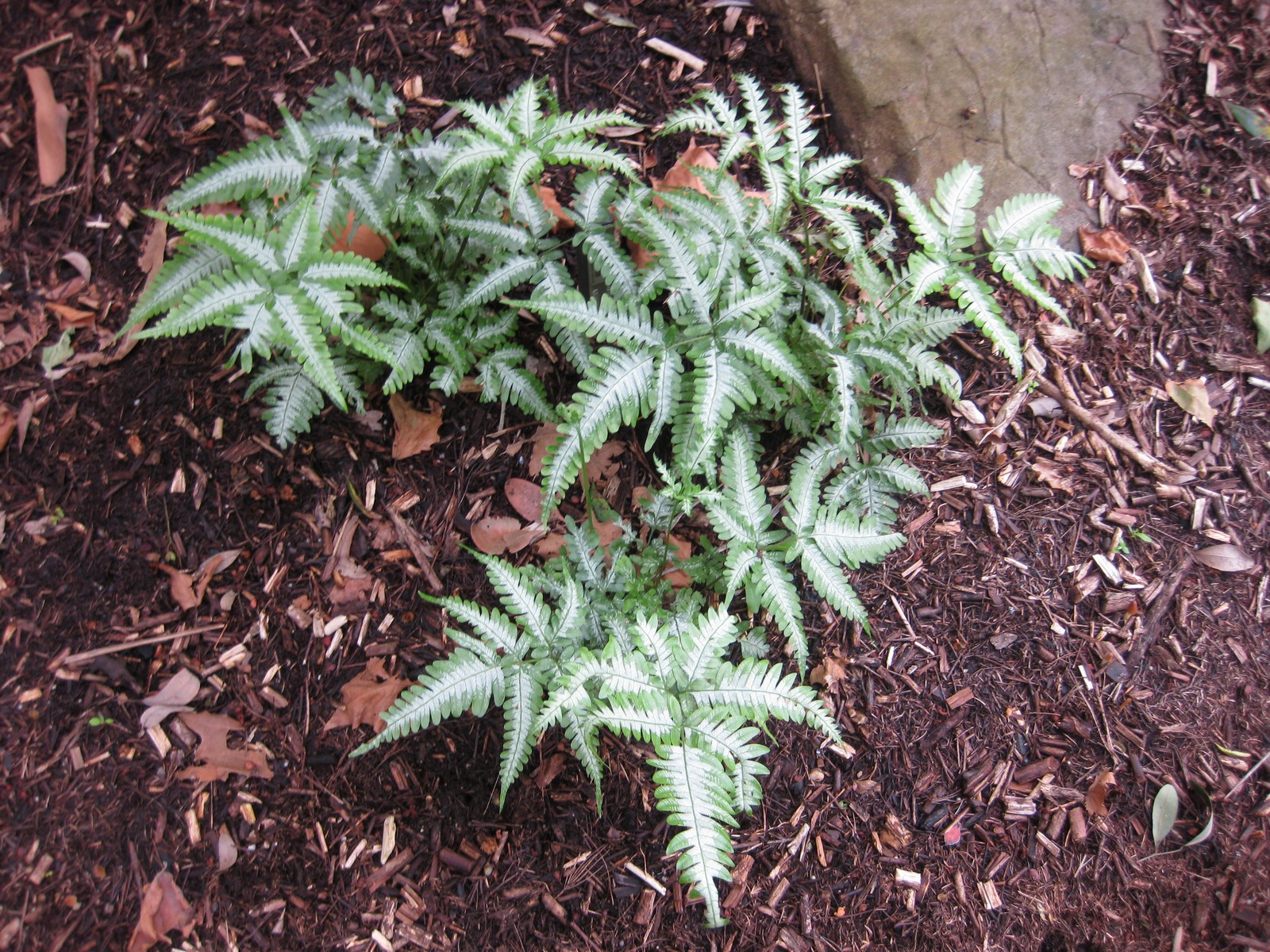
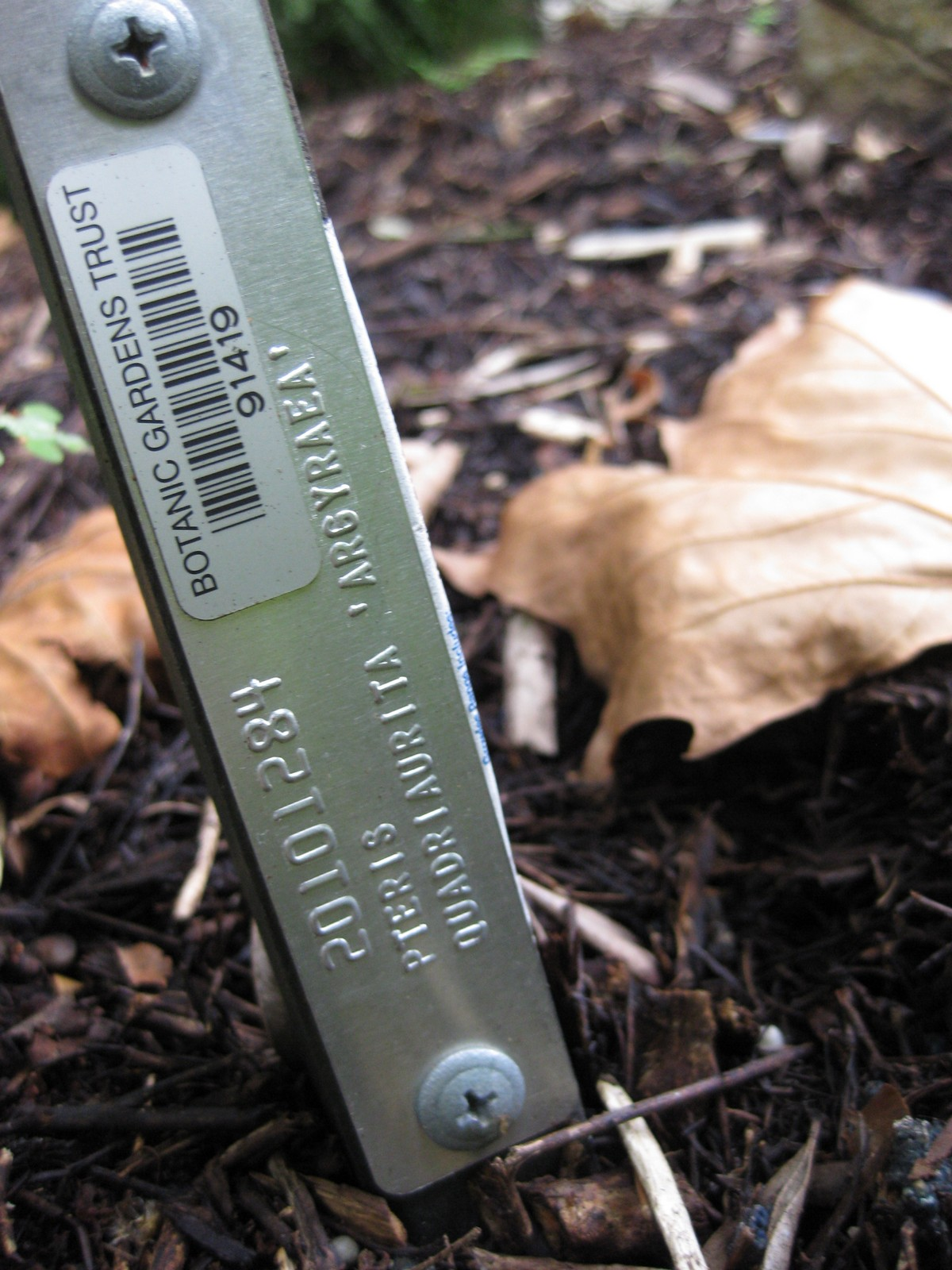
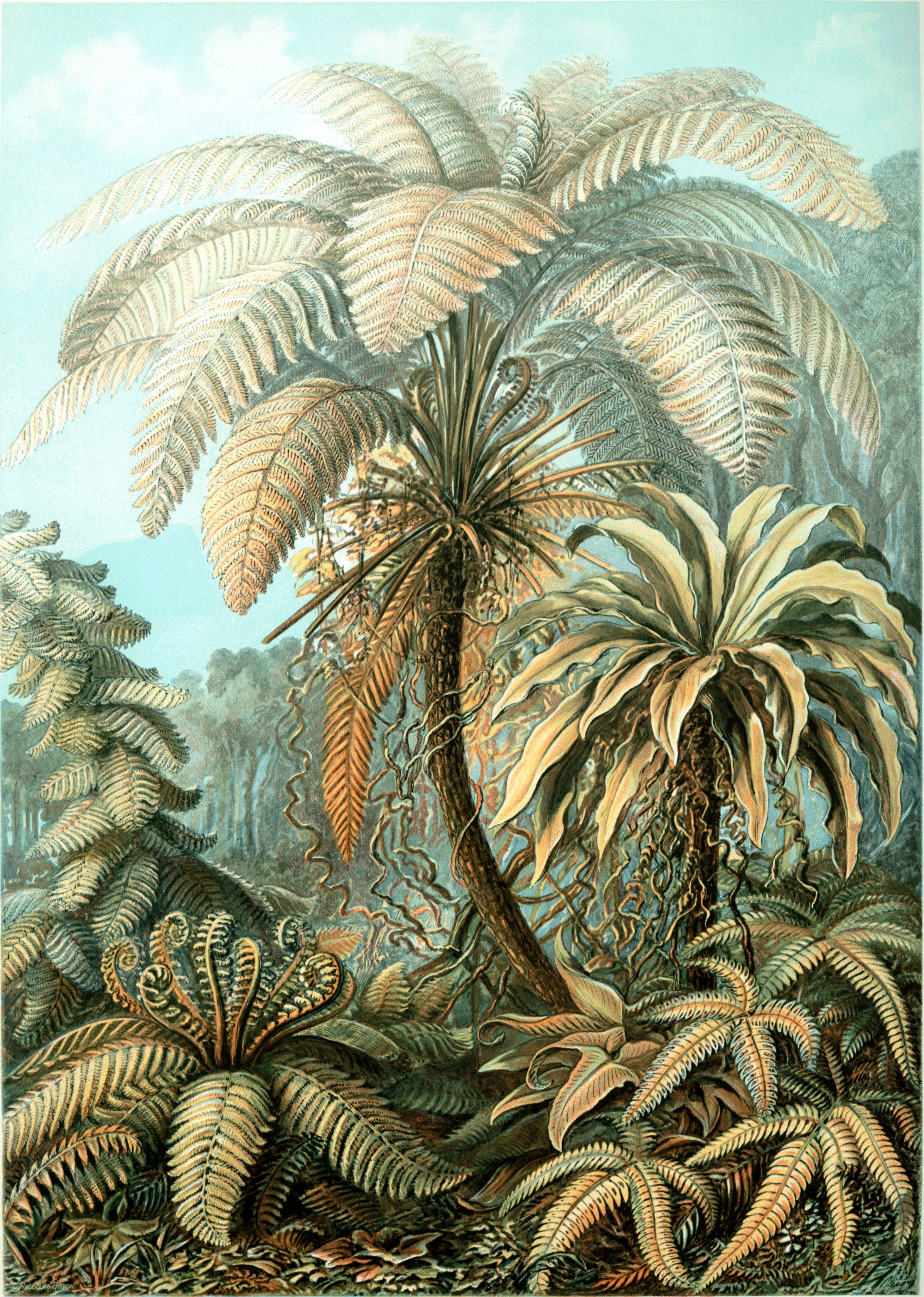